# 古屋和雄
古屋和雄（日语：ふるや かずお，1949年10月1日—），NHK前播音员。毕业于早稻田大学政治经济学部，毕业后进入NHK工作。退休后就任文化学园大学教授、文化外国语专门学校校长。
除了作为主持人的工作外，古屋和雄也曾是司马辽太郎的生前好友，每年固定担任司马辽太郎的纪念活动菜花忌主持人。

## 著作

### 中文出版
- 《寂寞的，不只是你》（天下文化）